# The Eleven O'Clock
The Eleven O'Clock es un cortometraje australiano de 2016 dirigido por Derin Seale. Está inspirado en un sketch de la serie británica de televisión A Bit of Fry and Laurie. Fue nominado al premio Óscar al mejor cortometraje de acción real en la 90.ª edición de los premios Óscar en 2018.

## Argumento
Una loca sesión entre un psiquiatra y su paciente, quien cree ser el  verdadero psiquiatra.

## Reparto
- Josh Lawson como doctor Terry Phillips
- Damon Herriman como doctor Nathan Klein
- Jessica Donoghue como Linda, secretaria suplente
- Gregory J. Thorsby como guardia de seguridad
- Eliza Logan como Daisy (paciente)
- Alyssa McClelland como Donna, secretaria

## Premios y nominaciones
- Nominado: Óscar al mejor cortometraje de acción real
- Ganador: AACTA Premio al mejor cortometraje de Ficción[3]